# Ваља Њагра (Марамуреш)
Ваља Њагра (рум. Valea Neagră) насеље је у Румунији у округу Марамуреш у општини Баја Маре. Oпштина се налази на надморској висини од 414 m.

## Становништво
Према подацима из 2002. године у насељу је живело 156 становника, од којих су сви румунске националности.